# Astragalus malacus
Astragalus malacus es una  especie de planta herbácea perteneciente a la familia de las leguminosas. Es originaria de Estados Unidos

## Distribución y hábitat
Es originaria de la Gran Cuenca en el oeste de Estados Unidos.

## Descripción
Es una hierba perenne que crece en posición vertical alcanzando  una altura máxima de cerca de 40 centímetros. Sus hojas miden hasta 15 centímetros de largo y se componen de muchos foliolos de forma ovalada. La inflorescencia tiene hasta 35 flores de color magenta, cada una de hasta 2 centímetros de largo. Tallo, hojas, inflorescencias y sépalos están recubiertas de pelos largos y blancos. El fruto es una zona densamente peluda, parecida al papel con una legumbre de hasta 4 centímetros de longitud.

## Taxonomía
Astragalus malacus fue descrita por  Asa Gray y publicado en Proceedings of the American Academy of Arts and Sciences 7(2): 336–337. 1868.
Etimología
Astragalus: nombre genérico derivado del griego clásico άστράγαλος y luego del Latín astrăgălus aplicado ya en la antigüedad, entre otras cosas, a algunas plantas de la familia Fabaceae, debido a la forma cúbica de sus semillas parecidas a un hueso del pie.
malacus: epíteto latino 
Sinonimia
- Astragalus malacus var. obfalcatus (A.Nelson) M.E.Jones
- Astragalus obfalcatus A.Nelson
- Hamosa malaca (A.Gray) Rydb.
- Tragacantha malaca (A.Gray) Kuntze[4]